# Bonfiglio (nome)
Bonfiglio  è un nome proprio di persona italiano maschile.

## Varianti
- Maschili: Bonfilio[2], Buonfiglio[1], Buonfilio, Bonfio
  - Alterati: Bonfigliolo[1], Buonfigliolo[1]
- Femminili: Bonfiglia[2], Bonfilia[2], Bonafiglia, Buonafiglia

## Origine e diffusione
Nome medievale ormai desueto, attestato soprattutto fra il XIII e il XVII secolo, che ha dato origine a svariati cognomi. Il significato augurale, assai chiaro ("buon figlio"), è analogo a quello del nome Bonfante.

## Onomastico
L'onomastico può essere festeggiato il 1º gennaio in ricordo di san Bonfiglio Monaldi, uno dei sette santi fondatori dei Servi di Maria, oppure il 27 settembre in memoria di san Bonfiglio, abate benedettino a Santa Maria di Storaco, presso Filottrano, e poi vescovo di Foligno.

## Persone
- Bonfiglio di Foligno, abate e vescovo italiano
- Bonfiglio Guelfucci, politico, presbitero e scrittore italiano
- Bonfiglio Mura, arcivescovo cattolico e teologo italiano
- Bonfiglio Zanardi, militare italiano

### Varianti
- Buonfiglio dei Monaldi, religioso italiano
- Bonfilio Paolazzi, politico italiano